# Rags to Riches
Rags to Riches is een videospel voor de Commodore 64. Het spel werd in 1985 uitgebracht door Melody Hall Publishing.